# Zenón Noriega Agüero
Zenón Noriega Agüero (Cajamarca, 12 luglio 1900 – Lima, 7 maggio 1957) è stato un generale e politico peruviano.

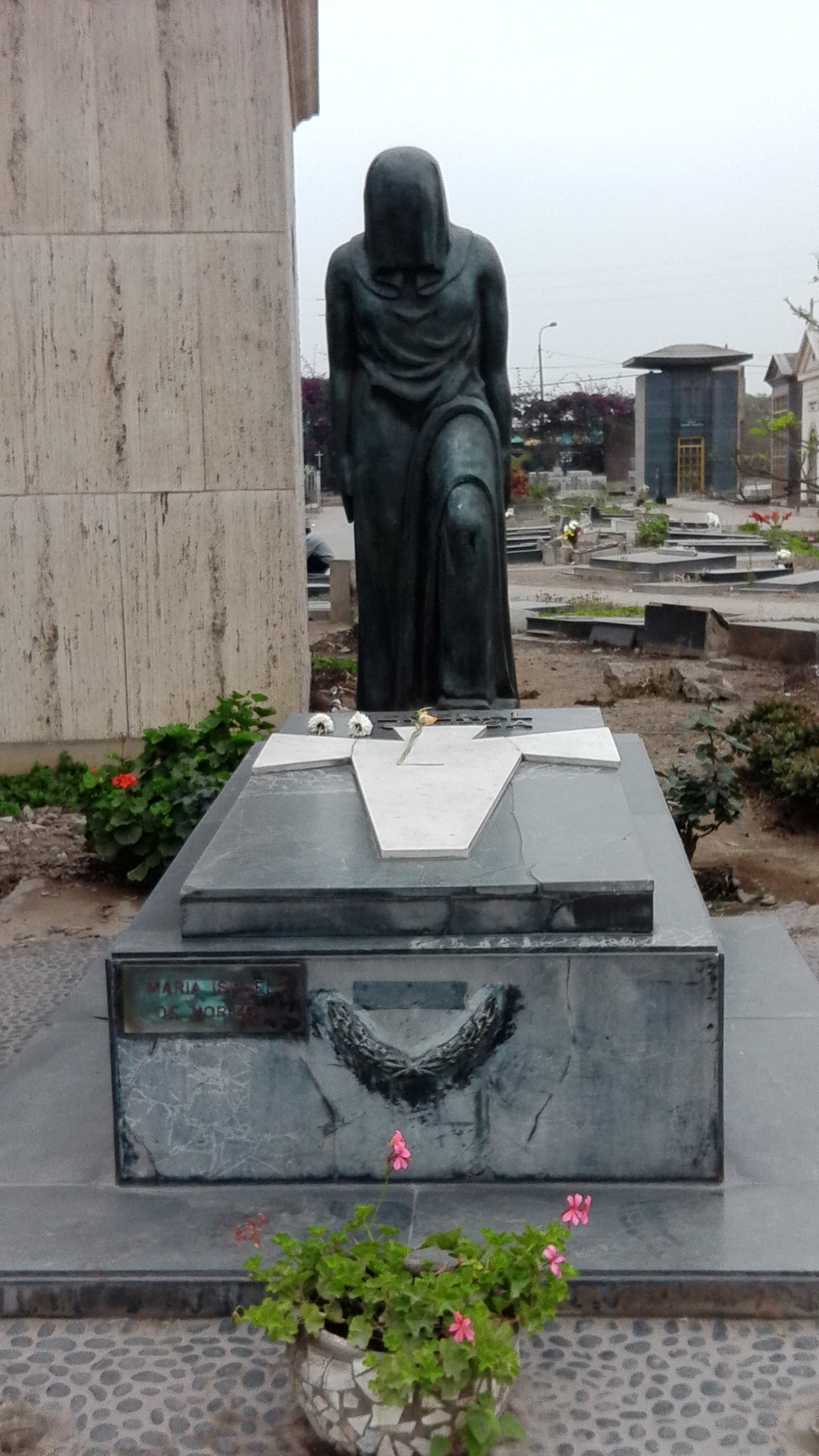
Tomba di Agüero nel cimitero di El Ángel a Lima

È stato presidente del Perù dal 1º giugno al 28 luglio 1950.